# WTA Tour 1990
Il WTA Tour 1990 è iniziato il 5 gennaio con il Queensland Open e si è concluso il 2 dicembre con la finale del Brasil Open.
Il WTA Tour è una serie di tornei femminili di tennis 
organizzati dalla WTA. Questa include i tornei del Grande Slam (organizzati in collaborazione con la International Tennis Federation (ITF)), il WTA Tour Championships e i tornei delle categorie Tier I, Tier II, Tier III, Tier IV e Tier V.

## Calendario

### Gennaio
| Settimana              | Torneo                                                                              | Categoria   | Vincitrici                                          | Finaliste                        | Semifinaliste                            | Eliminate ai quarti                                            |
| ---------------------- | ----------------------------------------------------------------------------------- | ----------- | --------------------------------------------------- | -------------------------------- | ---------------------------------------- | -------------------------------------------------------------- |
| 1º gennaio             | Queensland Open 1990 Brisbane, Australia Cemento Singolare - Doppio                 | Tier IV     | Nataša Zvereva 6-4, 6-0                             | Rachel McQuillan                 | Brenda Schultz Judith Wiesner            | Helena Suková Kristin Godridge Kimiko Date Jana Novotná        |
| 1º gennaio             | Queensland Open 1990 Brisbane, Australia Cemento Singolare - Doppio                 | Tier IV     | Jana Novotná Helena Suková 6-3, 6-1                 | Hana Mandlíková Pam Shriver      | Brenda Schultz Judith Wiesner            | Helena Suková Kristin Godridge Kimiko Date Jana Novotná        |
| 8 gennaio              | New South Wales Open 1990 Sydney, Australia Cemento Singolare - Doppio              | Tier III    | Nataša Zvereva 6–3, 4–6, 6–3                        | Barbara Paulus                   | Judith Wiesner Amy Frazier               | Radka Zrubáková Claudia Porwik Julie Halard Raffaella Reggi    |
| 8 gennaio              | New South Wales Open 1990 Sydney, Australia Cemento Singolare - Doppio              | Tier III    | Jana Novotná Helena Suková 6–3, 7–5                 | Larisa Neiland Nataša Zvereva    | Judith Wiesner Amy Frazier               | Radka Zrubáková Claudia Porwik Julie Halard Raffaella Reggi    |
| 15 gennaio 2 settimane | Australian Open 1990 Melbourne, Australia Cemento Singolare - Doppio - Doppio misto | Grande Slam | Steffi Graf 6–3, 6–4                                | Mary Joe Fernández               | Helena Suková Claudia Porwik             | Patty Fendick Katerina Maleeva Zina Garrison Angélica Gavaldón |
| 15 gennaio 2 settimane | Australian Open 1990 Melbourne, Australia Cemento Singolare - Doppio - Doppio misto | Grande Slam | Jana Novotná Helena Suková 7–6(5), 7–6(6)           | Patty Fendick Mary Joe Fernández | Helena Suková Claudia Porwik             | Patty Fendick Katerina Maleeva Zina Garrison Angélica Gavaldón |
| 15 gennaio 2 settimane | Australian Open 1990 Melbourne, Australia Cemento Singolare - Doppio - Doppio misto | Grande Slam | Doppio misto: Nataša Zvereva Jim Pugh 4–6, 6–2, 6–3 | Zina Garrison Rick Leach         | Helena Suková Claudia Porwik             | Patty Fendick Katerina Maleeva Zina Garrison Angélica Gavaldón |
| 29 gennaio             | ASB Classic 1990 Auckland, Nuova Zelanda Cemento Singolare - Doppio                 | Tier V      | Leila Meskhi 6–1, 6–0                               | Sabine Appelmans                 | Belinda Cordwell Robin White             | Beverly Bowes Andrea Leand Jo Durie Sandra Wasserman           |
| 29 gennaio             | ASB Classic 1990 Auckland, Nuova Zelanda Cemento Singolare - Doppio                 | Tier V      | Natalija Medvedjeva Leila Meskhi 3–6, 6–3, 7–6(3)   | Jill Hetherington Robin White    | Belinda Cordwell Robin White             | Beverly Bowes Andrea Leand Jo Durie Sandra Wasserman           |
| 29 gennaio             | Toray Pan Pacific Open 1990 Tokyo, Giappone Sintetico indoor Singolare - Doppio     | Tier II     | Steffi Graf 6–1, 6–2                                | Arantxa Sánchez Vicario          | Manuela Maleeva-Fragniere Akiko Kijimuta | Larisa Neiland Brenda Schultz Nana Miyagi Gigi Fernández       |
| 29 gennaio             | Toray Pan Pacific Open 1990 Tokyo, Giappone Sintetico indoor Singolare - Doppio     | Tier II     | Gigi Fernández Elizabeth Smylie 6–2, 6–2            | Jo-Anne Faull Rachel McQuillan   | Manuela Maleeva-Fragniere Akiko Kijimuta | Larisa Neiland Brenda Schultz Nana Miyagi Gigi Fernández       |

### Febbraio
| Settimana   | Torneo                                                                                      | Categoria | Vincitrici                                      | Finaliste                                | Semifinaliste                               | Eliminate ai quarti                                                    |
| ----------- | ------------------------------------------------------------------------------------------- | --------- | ----------------------------------------------- | ---------------------------------------- | ------------------------------------------- | ---------------------------------------------------------------------- |
| 5 febbraio  | Virginia Slims of Kansas 1990 Wichita, USA Sintetico (indoor) Singolare - Doppio            | Tier IV   | Dianne van Rensburg 2–6, 7–5, 6–2               | Nathalie Tauziat                         | Mareen Louie Harper Susan Sloane            | Manon Bollegraf Anne Minter Mary Lou Daniels Amy Frazier               |
| 5 febbraio  | Virginia Slims of Kansas 1990 Wichita, USA Sintetico (indoor) Singolare - Doppio            | Tier IV   | Manon Bollegraf Meredith McGrath 6–0, 6–2       | Mary Lou Daniels Wendy White             | Mareen Louie Harper Susan Sloane            | Manon Bollegraf Anne Minter Mary Lou Daniels Amy Frazier               |
| 5 febbraio  | Wellington Classic 1990 Wellington, Nuova Zelanda Cemento Singolare - Doppio                | Tier V    | Wiltrud Probst 1–6, 6–4, 6–0                    | Leila Meskhi                             | Sabine Appelmans Claudine Toleafoa          | Emanuela Zardo Magdalena Maleeva Sandra Wasserman Beate Reinstadler    |
| 5 febbraio  | Wellington Classic 1990 Wellington, Nuova Zelanda Cemento Singolare - Doppio                | Tier V    | Natalija Medvedjeva Leila Meskhi 6–3, 2–6, 6–4  | Michelle Jaggard-Lai Julie Richardson    | Sabine Appelmans Claudine Toleafoa          | Emanuela Zardo Magdalena Maleeva Sandra Wasserman Beate Reinstadler    |
| 12 febbraio | Ameritech Cup 1990 Chicago, USA Sintetico indoor Singolare - Doppio                         | Tier I    | Martina Navrátilová 6–4, 6–3                    | Manuela Maleeva-Fragniere                | Pam Shriver Zina Garrison                   | Linda Wild Tami Whitlinger Rosalyn Fairbank Nathalie Tauziat           |
| 12 febbraio | Ameritech Cup 1990 Chicago, USA Sintetico indoor Singolare - Doppio                         | Tier I    | Martina Navrátilová Anne Smith 6(9)–7, 6–4, 6–3 | Arantxa Sánchez Vicario Nathalie Tauziat | Pam Shriver Zina Garrison                   | Linda Wild Tami Whitlinger Rosalyn Fairbank Nathalie Tauziat           |
| 19 febbraio | Virginia Slims of Oklahoma 1990 Oklahoma City, USA Cemento (indoor) Singolare - Doppio      | Tier IV   | Amy Frazier 6–4, 6–2                            | Manon Bollegraf                          | Manuela Maleeva-Fragniere Angélica Gavaldón | Etsuko Inoue Anne Minter Jennifer Santrock Brenda Schultz              |
| 19 febbraio | Virginia Slims of Oklahoma 1990 Oklahoma City, USA Cemento (indoor) Singolare - Doppio      | Tier IV   | Mary Lou Daniels Wendy White 7–5, 6–2           | Manon Bollegraf Lise Gregory             | Manuela Maleeva-Fragniere Angélica Gavaldón | Etsuko Inoue Anne Minter Jennifer Santrock Brenda Schultz              |
| 19 febbraio | Virginia Slims of Washington 1990 Washington, USA Sintetico indoor Singolare - Doppio       | Tier II   | Martina Navrátilová 6–1, 6–0                    | Zina Garrison                            | Monica Seles Nataša Zvereva                 | Anne Smith Pam Shriver Nicole Bradtke Nathalie Tauziat                 |
| 19 febbraio | Virginia Slims of Washington 1990 Washington, USA Sintetico indoor Singolare - Doppio       | Tier II   | Martina Navrátilová Zina Garrison 6–0, 6–3      | Ann Henricksson Dianne van Rensburg      | Monica Seles Nataša Zvereva                 | Anne Smith Pam Shriver Nicole Bradtke Nathalie Tauziat                 |
| 26 febbraio | Champions Cup and the WTA of Indian Wells 1990 Indian Wells, USA Cemento Singolare - Doppio | Tier II   | Martina Navrátilová 6–2, 5–7, 6–1               | Helena Suková                            | Katerina Maleeva Amy Frazier                | Nathalie Herreman Meredith McGrath Isabelle Demongeot Rosalyn Fairbank |
| 26 febbraio | Champions Cup and the WTA of Indian Wells 1990 Indian Wells, USA Cemento Singolare - Doppio | Tier II   | Jana Novotná Helena Suková 6–2, 7–6(6)          | Gigi Fernández Martina Navrátilová       | Katerina Maleeva Amy Frazier                | Nathalie Herreman Meredith McGrath Isabelle Demongeot Rosalyn Fairbank |

### Marzo
| Settimana | Torneo                                                                                 | Categoria | Vincitrici                             | Finaliste                   | Semifinaliste                         | Eliminate ai quarti                                                          |
| --------- | -------------------------------------------------------------------------------------- | --------- | -------------------------------------- | --------------------------- | ------------------------------------- | ---------------------------------------------------------------------------- |
| 5 marzo   | Virginia Slims of Florida 1990 Boca Raton, Florida, USA Cemento Singolare - Doppio     | Tier II   | Gabriela Sabatini 6–4, 7–5             | Jennifer Capriati           | Mary Joe Fernández Laura Gildemeister | Dianne van Rensburg Amanda Coetzer Helena Suková Jana Novotná                |
| 5 marzo   | Virginia Slims of Florida 1990 Boca Raton, Florida, USA Cemento Singolare - Doppio     | Tier II   | Jana Novotná Helena Suková 6–4, 6–2    | Elise Burgin Wendy Turnbull | Mary Joe Fernández Laura Gildemeister | Dianne van Rensburg Amanda Coetzer Helena Suková Jana Novotná                |
| 16 marzo  | Miami Open 1990 Miami, USA Cemento Singolare - Doppio                                  | Tier I    | Monica Seles 6–1, 6–2                  | Judith Wiesner              | Conchita Martínez Nathalie Tauziat    | Gabriela Sabatini Manuela Maleeva-Fragniere Nathalie Herreman Claudia Porwik |
| 16 marzo  | Miami Open 1990 Miami, USA Cemento Singolare - Doppio                                  | Tier I    | Jana Novotná Helena Suková 6–4, 6–3    | Betsy Nagelsen Robin White  | Conchita Martínez Nathalie Tauziat    | Gabriela Sabatini Manuela Maleeva-Fragniere Nathalie Herreman Claudia Porwik |
| 26 marzo  | U.S. Women's Hard Court Championships 1990 San Antonio, USA Cemento Singolare - Doppio | Tier III  | Monica Seles 6–4, 6–3                  | Manuela Maleeva-Fragniere   | Lori McNeil Rosalyn Fairbank          | Gigi Fernández Carrie Cunningham Jana Novotná Hana Mandlíková                |
| 26 marzo  | U.S. Women's Hard Court Championships 1990 San Antonio, USA Cemento Singolare - Doppio | Tier III  | Kathy Jordan Elizabeth Smylie 7–5, 7–5 | Gigi Fernández Robin White  | Lori McNeil Rosalyn Fairbank          | Gigi Fernández Carrie Cunningham Jana Novotná Hana Mandlíková                |
| 26 marzo  | Virginia Slims of Houston 1990 Houston, Texas, USA Terra rossa Singolare - Doppio      | Tier III  | Katerina Maleeva 6–1, 1–6, 6–4         | Arantxa Sánchez Vicario     | Martina Navrátilová Zina Garrison     | Andrea Temesvári Laura Gildemeister Mary Lou Daniels Sandra Cecchini         |
| 26 marzo  | Virginia Slims of Houston 1990 Houston, Texas, USA Terra rossa Singolare - Doppio      | Tier III  | Torneo non completato                  |                             | Martina Navrátilová Zina Garrison     | Andrea Temesvári Laura Gildemeister Mary Lou Daniels Sandra Cecchini         |

### Aprile
| Settimana | Torneo                                                                             | Categoria | Vincitrici                                              | Finaliste                          | Semifinaliste                             | Eliminate ai quarti                                            |
| --------- | ---------------------------------------------------------------------------------- | --------- | ------------------------------------------------------- | ---------------------------------- | ----------------------------------------- | -------------------------------------------------------------- |
| 2 aprile  | Family Circle Cup 1990 Hilton Head, USA Terra verde Singolare - Doppio             | Tier I    | Martina Navrátilová 6–2, 6–4                            | Jennifer Capriati                  | Regina Rajchrtová Nataša Zvereva          | Katerina Maleeva Zina Garrison Conchita Martínez Helen Kelesi  |
| 2 aprile  | Family Circle Cup 1990 Hilton Head, USA Terra verde Singolare - Doppio             | Tier I    | Martina Navrátilová Arantxa Sánchez Vicario 7–6(6), 7–5 | Mercedes Paz Nataša Zvereva        | Regina Rajchrtová Nataša Zvereva          | Katerina Maleeva Zina Garrison Conchita Martínez Helen Kelesi  |
| 9 aprile  | Bausch & Lomb Championships 1990 Amelia Island, USA Terra verde Singolare - Doppio | Tier II   | Steffi Graf 6–1, 6–0                                    | Arantxa Sánchez Vicario            | Nataša Zvereva Gabriela Sabatini          | Carling Bassett-Seguso Zina Garrison Helen Kelesi Isabel Cueto |
| 9 aprile  | Bausch & Lomb Championships 1990 Amelia Island, USA Terra verde Singolare - Doppio | Tier II   | Mercedes Paz Arantxa Sánchez Vicario 7–6(5), 6–4        | Regina Rajchrtová Andrea Temesvári | Nataša Zvereva Gabriela Sabatini          | Carling Bassett-Seguso Zina Garrison Helen Kelesi Isabel Cueto |
| 9 aprile  | Japan Open Tennis Championships 1990 Tokyo, Giappone Cemento Singolare - Doppio    | Tier IV   | Catarina Lindqvist 6–3, 6–2                             | Elizabeth Smylie                   | Eva Švíglerová Naoko Sawamatsu            | Belinda Cordwell Monique Javer Kumiko Okamoto Kimiko Date      |
| 9 aprile  | Japan Open Tennis Championships 1990 Tokyo, Giappone Cemento Singolare - Doppio    | Tier IV   | Kathy Jordan Elizabeth Smylie 6–0, 3–6, 6–1             | Hu Na Michelle Jaggard-Lai         | Eva Švíglerová Naoko Sawamatsu            | Belinda Cordwell Monique Javer Kumiko Okamoto Kimiko Date      |
| 16 aprile | Eckerd Tennis Open 1990 Tampa, USA Terra rossa Singolare - Doppio                  | Tier III  | Monica Seles 6–1, 6–0                                   | Katerina Maleeva                   | Conchita Martínez Arantxa Sánchez Vicario | Susan Sloane Cammy MacGregor Sandra Cecchini Helen Kelesi      |
| 16 aprile | Eckerd Tennis Open 1990 Tampa, USA Terra rossa Singolare - Doppio                  | Tier III  | Mercedes Paz Arantxa Sánchez Vicario 6–2, 6–0           | Sandra Cecchini Laura Gildemeister | Conchita Martínez Arantxa Sánchez Vicario | Susan Sloane Cammy MacGregor Sandra Cecchini Helen Kelesi      |
| 23 aprile | Singapore Open 1990 Singapore, Singapore Terra rossa Singolare - Doppio            | Tier II   | Naoko Sawamatsu 7–6(5), 3–6, 6–4                        | Sarah Loosemore                    | Maya Kidowaki Sarah Loosemore             | Pilar Vásquez Tamaka Takagi Patricia Hy Marianne Werdel        |
| 23 aprile | Singapore Open 1990 Singapore, Singapore Terra rossa Singolare - Doppio            | Tier II   | Jo Durie Jill Hetherington 6–4, 6–1                     | Pascale Paradis Catherine Suire    | Maya Kidowaki Sarah Loosemore             | Pilar Vásquez Tamaka Takagi Patricia Hy Marianne Werdel        |
| 22 aprile | Barcelona Ladies Open 1990 Barcellona, Spagna Terra rossa Singolare - Doppio       | Tier III  | Arantxa Sánchez Vicario 6–4, 6–2                        | Isabel Cueto                       | Judith Wiesner Mary Joe Fernández         | Isabelle Demongeot Rachel McQuillan Julie Halard Laura Golarsa |
| 22 aprile | Barcelona Ladies Open 1990 Barcellona, Spagna Terra rossa Singolare - Doppio       | Tier III  | Mercedes Paz Arantxa Sánchez Vicario 6(7)–7, 6–2, 6–1   | Sabrina Goleš Patricia Tarabini    | Judith Wiesner Mary Joe Fernández         | Isabelle Demongeot Rachel McQuillan Julie Halard Laura Golarsa |
| 30 aprile | Citizen Cup 1990 Amburgo, Germania Terra rossa Singolare - Doppio                  | Tier II   | Steffi Graf 5–7, 6–0, 6–1                               | Arantxa Sánchez Vicario            | Judith Wiesner Martina Navrátilová        | Helena Suková Petra Langrová Nicole Muns-Jagerman Leila Meskhi |
| 30 aprile | Citizen Cup 1990 Amburgo, Germania Terra rossa Singolare - Doppio                  | Tier II   | Gigi Fernández Martina Navrátilová 6–2, 6–3             | Larisa Neiland Helena Suková       | Judith Wiesner Martina Navrátilová        | Helena Suková Petra Langrová Nicole Muns-Jagerman Leila Meskhi |
| 30 aprile | Taranto Open 1990 Taranto, Italia Terra rossa Singolare - Doppio                   | Tier V    | Raffaella Reggi 5–7, 6–0, 6–1                           | Alexia Dechaume                    | Pascale Etchemend Petra Ritter            | Tine Scheuer-Larsen Ann Grossman Katia Piccolini Laura Golarsa |
| 30 aprile | Taranto Open 1990 Taranto, Italia Terra rossa Singolare - Doppio                   | Tier V    | Elena Brjuchovec Evgenija Manjukova 7–6(4), 6–1         | Silvia Farina Rita Grande          | Pascale Etchemend Petra Ritter            | Tine Scheuer-Larsen Ann Grossman Katia Piccolini Laura Golarsa |

### Maggio
| Settimana             | Torneo                                                                               | Categoria   | Vincitrici                                                        | Finaliste                     | Semifinaliste                   | Eliminate ai quarti                                                              |
| --------------------- | ------------------------------------------------------------------------------------ | ----------- | ----------------------------------------------------------------- | ----------------------------- | ------------------------------- | -------------------------------------------------------------------------------- |
| 7 maggio              | Internazionali d'Italia 1990 Roma, Italia Terra rossa Singolare - Doppio             | Tier I      | Monica Seles 6–1, 6–1                                             | Martina Navrátilová           | Gabriela Sabatini Helen Kelesi  | Conchita Martínez Jennifer Capriati Catarina Lindqvist Manuela Maleeva-Fragniere |
| 7 maggio              | Internazionali d'Italia 1990 Roma, Italia Terra rossa Singolare - Doppio             | Tier I      | Helen Kelesi Monica Seles 6–3, 6–4                                | Laura Garrone Laura Golarsa   | Gabriela Sabatini Helen Kelesi  | Conchita Martínez Jennifer Capriati Catarina Lindqvist Manuela Maleeva-Fragniere |
| 14 maggio             | WTA German Open 1990 Berlino, Germania Terra rossa Singolare - Doppio                | Tier I      | Monica Seles 6–4, 6–3                                             | Steffi Graf                   | Nataša Zvereva Sandra Cecchini  | Leila Meskhi Judith Wiesner Nathalie Tauziat Conchita Martínez                   |
| 14 maggio             | WTA German Open 1990 Berlino, Germania Terra rossa Singolare - Doppio                | Tier I      | Nicole Bradtke Elna Reinach 6–2, 6–1                              | Hana Mandlíková Jana Novotná  | Nataša Zvereva Sandra Cecchini  | Leila Meskhi Judith Wiesner Nathalie Tauziat Conchita Martínez                   |
| 21 maggio             | WTA Swiss Open 1990 Ginevra, Svizzera Terra rossa Singolare - Doppio                 | Tier IV     | Barbara Paulus 2–6, 7–5, 7–6(3)                                   | Helen Kelesi                  | Sabine Hack Emanuela Zardo      | Shaun Stafford Cathy Caverzasio Laura Garrone Amanda Coetzer                     |
| 21 maggio             | WTA Swiss Open 1990 Ginevra, Svizzera Terra rossa Singolare - Doppio                 | Tier IV     | Louise Field Dianne van Rensburg 5–7, 7–6(2), 7–5                 | Elise Burgin Betsy Nagelsen   | Sabine Hack Emanuela Zardo      | Shaun Stafford Cathy Caverzasio Laura Garrone Amanda Coetzer                     |
| 21 maggio             | Internationaux de Strasbourg 1990 Strasburgo, Francia Terra rossa Singolare - Doppio | Tier IV     | Mercedes Paz 6–2, 6–3                                             | Ann Grossman                  | Karine Quentrec Manon Bollegraf | Isabel Cueto Veronika Martinek Florencia Labat Elena Pampoulova                  |
| 21 maggio             | Internationaux de Strasbourg 1990 Strasburgo, Francia Terra rossa Singolare - Doppio | Tier IV     | Nicole Bradtke Elna Reinach 6–1, 6–4                              | Kathy Jordan Elizabeth Smylie | Karine Quentrec Manon Bollegraf | Isabel Cueto Veronika Martinek Florencia Labat Elena Pampoulova                  |
| 28 maggio 2 settimane | Open di Francia 1990 Parigi, Francia Terra rossa Singolare - Doppio - Misto          | Grande Slam | Monica Seles 7–6(6), 6–4                                          | Steffi Graf                   | Jana Novotná Jennifer Capriati  | Conchita Martínez Katerina Maleeva Mary Joe Fernández Manuela Maleeva-Fragniere  |
| 28 maggio 2 settimane | Open di Francia 1990 Parigi, Francia Terra rossa Singolare - Doppio - Misto          | Grande Slam | Jana Novotná Helena Suková 6–4, 7–5                               | Larisa Neiland Nataša Zvereva | Jana Novotná Jennifer Capriati  | Conchita Martínez Katerina Maleeva Mary Joe Fernández Manuela Maleeva-Fragniere  |
| 28 maggio 2 settimane | Open di Francia 1990 Parigi, Francia Terra rossa Singolare - Doppio - Misto          | Grande Slam | Doppio misto: Arantxa Sánchez Vicario Jorge Lozano 7–6(5), 7–6(8) | Nicole Bradtke Danie Visser   | Jana Novotná Jennifer Capriati  | Conchita Martínez Katerina Maleeva Mary Joe Fernández Manuela Maleeva-Fragniere  |

### Giugno
| Settimana             | Torneo                                                                                    | Categoria   | Vincitrici                                      | Finaliste                        | Semifinaliste                     | Eliminate ai quarti                                             |
| --------------------- | ----------------------------------------------------------------------------------------- | ----------- | ----------------------------------------------- | -------------------------------- | --------------------------------- | --------------------------------------------------------------- |
| 11 giugno             | DFS Classic 1990 Birmingham, Gran Bretagna Erba Singolare - Doppio                        | Tier IV     | Zina Garrison 6–4, 6–1                          | Helena Suková                    | Nathalie Tauziat Rosalyn Fairbank | Belinda Cordwell Anne Smith Gigi Fernández Larisa Neiland       |
| 11 giugno             | DFS Classic 1990 Birmingham, Gran Bretagna Erba Singolare - Doppio                        | Tier IV     | Larisa Neiland Nataša Zvereva 3–6, 6–3, 6–3     | Lise Gregory Gretchen Magers     | Nathalie Tauziat Rosalyn Fairbank | Belinda Cordwell Anne Smith Gigi Fernández Larisa Neiland       |
| 18 giugno             | International Women's Open 1990 Eastbourne, Gran Bretagna Erba Singolare - Doppio         | Tier II     | Martina Navrátilová 6–0, 6–2                    | Gretchen Magers                  | Jana Novotná Lori McNeil          | Nataša Zvereva Helena Suková Mary Joe Fernández Manon Bollegraf |
| 18 giugno             | International Women's Open 1990 Eastbourne, Gran Bretagna Erba Singolare - Doppio         | Tier II     | Larisa Neiland Nataša Zvereva 2–6, 6–4, 6–4     | Patty Fendick Zina Garrison      | Jana Novotná Lori McNeil          | Nataša Zvereva Helena Suková Mary Joe Fernández Manon Bollegraf |
| 25 giugno 2 settimane | Torneo di Wimbledon 1990 Wimbledon, Londra, Gran Bretagna Erba Singolare - Doppio - Misto | Grande Slam | Martina Navrátilová 6–4, 6–1                    | Zina Garrison                    | Gabriela Sabatini Steffi Graf     | Jana Novotná Monica Seles Nataša Zvereva Katerina Maleeva       |
| 25 giugno 2 settimane | Torneo di Wimbledon 1990 Wimbledon, Londra, Gran Bretagna Erba Singolare - Doppio - Misto | Grande Slam | Jana Novotná Helena Suková 6–4, 6–1             | Kathy Jordan Elizabeth Smylie    | Gabriela Sabatini Steffi Graf     | Jana Novotná Monica Seles Nataša Zvereva Katerina Maleeva       |
| 25 giugno 2 settimane | Torneo di Wimbledon 1990 Wimbledon, Londra, Gran Bretagna Erba Singolare - Doppio - Misto | Grande Slam | Doppio misto: Zina Garrison Rick Leach 7–5, 6–2 | Elizabeth Smylie John Fitzgerald | Gabriela Sabatini Steffi Graf     | Jana Novotná Monica Seles Nataša Zvereva Katerina Maleeva       |

### Luglio
| Settimana | Torneo                                                                                  | Categoria | Vincitrici                                         | Finaliste                         | Semifinaliste                      | Eliminate ai quarti                                                        |
| --------- | --------------------------------------------------------------------------------------- | --------- | -------------------------------------------------- | --------------------------------- | ---------------------------------- | -------------------------------------------------------------------------- |
| 9 luglio  | Swedish Open 1990 Båstad, Svezia Terra Singolare - Doppio                               | Tier V    | Sandra Cecchini 6–1, 6–2                           | Csilla Bartos                     | Elena Pampoulova Radka Zrubáková   | Sabine Appelmans Mercedes Paz Sandra Dopfer Sabine Hack                    |
| 9 luglio  | Swedish Open 1990 Båstad, Svezia Terra Singolare - Doppio                               | Tier V    | Mercedes Paz Tine Scheuer-Larsen 6–3, 6(10)–7, 6–2 | Carin Bakkum Nicole Muns-Jagerman | Elena Pampoulova Radka Zrubáková   | Sabine Appelmans Mercedes Paz Sandra Dopfer Sabine Hack                    |
| 9 luglio  | Internazionali Femminili di Palermo 1990 Palermo, Italia Terra rossa Singolare - Doppio | Tier IV   | Isabel Cueto 6–2, 6–3                              | Barbara Paulus                    | Francesca Romano Beate Reinstadler | Emanuela Zardo Katia Piccolini Cathy Caverzasio Maider Laval               |
| 9 luglio  | Internazionali Femminili di Palermo 1990 Palermo, Italia Terra rossa Singolare - Doppio | Tier IV   | Laura Garrone Karin Kschwendt 6–2, 6–4             | Florencia Labat Barbara Romano    | Francesca Romano Beate Reinstadler | Emanuela Zardo Katia Piccolini Cathy Caverzasio Maider Laval               |
| 16 luglio | Estoril Open 1990 Estoril, Portogallo Terra Singolare - Doppio                          | Tier V    | Federica Bonsignori 2–6, 6–3, 6–3                  | Laura Garrone                     | Sabine Hack Patricia Tarabini      | Isabel Cueto Catherine Mothes Emanuela Zardo Katia Piccolini               |
| 16 luglio | Estoril Open 1990 Estoril, Portogallo Terra Singolare - Doppio                          | Tier V    | Patricia Tarabini Sandra Cecchini 1–6, 6–2, 6–3    | Carin Bakkum Nicole Muns-Jagerman | Sabine Hack Patricia Tarabini      | Isabel Cueto Catherine Mothes Emanuela Zardo Katia Piccolini               |
| 16 luglio | Hall of Fame Tennis Championships 1990 Newport, USA Erba Singolare - Doppio             | Tier III  | Arantxa Sánchez Vicario 7–6(2), 4–6, 7–5           | Jo Durie                          | Gretchen Magers Anne Smith         | Meredith McGrath Louise Field Rosalyn Fairbank Elizabeth Smylie            |
| 16 luglio | Hall of Fame Tennis Championships 1990 Newport, USA Erba Singolare - Doppio             | Tier III  | Lise Gregory Gretchen Magers 7–6, 6–1              | Patty Fendick Anne Smith          | Gretchen Magers Anne Smith         | Meredith McGrath Louise Field Rosalyn Fairbank Elizabeth Smylie            |
| 30 luglio | Canada Open 1990 Montréal, Canada Cemento Singolare - Doppio                            | Tier I    | Steffi Graf 6–1, 6(6)–7, 6–3                       | Katerina Maleeva                  | Nathalie Tauziat Gabriela Sabatini | Nataša Zvereva Manuela Maleeva-Fragniere Naoko Sawamatsu Jennifer Capriati |
| 30 luglio | Canada Open 1990 Montréal, Canada Cemento Singolare - Doppio                            | Tier I    | Betsy Nagelsen Gabriela Sabatini 3–6, 6–2, 6–2     | Helen Kelesi Raffaella Reggi      | Nathalie Tauziat Gabriela Sabatini | Nataša Zvereva Manuela Maleeva-Fragniere Naoko Sawamatsu Jennifer Capriati |

### Agosto
| Settimana             | Torneo                                                                              | Categoria   | Vincitrici                                              | Finaliste                       | Semifinaliste                              | Eliminate ai quarti                                               |
| --------------------- | ----------------------------------------------------------------------------------- | ----------- | ------------------------------------------------------- | ------------------------------- | ------------------------------------------ | ----------------------------------------------------------------- |
| 6 agosto              | San Diego Open 1990 San Diego, Stati Uniti Cemento Singolare - Doppio               | Tier III    | Steffi Graf 6–3, 6–2                                    | Manuela Maleeva-Fragniere       | Zina Garrison Barbara Paulus               | Nathalie Tauziat Terry Phelps Ann Grossman Rosalyn Fairbank       |
| 6 agosto              | San Diego Open 1990 San Diego, Stati Uniti Cemento Singolare - Doppio               | Tier III    | Patty Fendick Zina Garrison 6–4, 7–6(5)                 | Elise Burgin Rosalyn Fairbank   | Zina Garrison Barbara Paulus               | Nathalie Tauziat Terry Phelps Ann Grossman Rosalyn Fairbank       |
| 6 agosto              | Virginia Slims of Albuquerque 1990 Albuquerque, USA Cemento Singolare - Doppio      | Tier IV     | Jana Novotná 6–4, 6–4                                   | Laura Gildemeister              | Anne Smith Susan Sloane                    | Karine Quentrec Amanda Coetzer Dianne van Rensburg Anne Minter    |
| 6 agosto              | Virginia Slims of Albuquerque 1990 Albuquerque, USA Cemento Singolare - Doppio      | Tier IV     | Meredith McGrath Anne Smith 7–6(2), 6–4                 | Mareen Louie Harper Wendy White | Anne Smith Susan Sloane                    | Karine Quentrec Amanda Coetzer Dianne van Rensburg Anne Minter    |
| 13 agosto             | East West Bank Classic 1990 Manhattan Beach, Stati Uniti Cemento Singolare - Doppio | Tier II     | Monica Seles 6–4, 3–6, 7–6(6)                           | Martina Navrátilová             | Zina Garrison Mary Joe Fernández           | Kathy Rinaldi Katerina Maleeva Stephanie Rehe Amy Frazier         |
| 13 agosto             | East West Bank Classic 1990 Manhattan Beach, Stati Uniti Cemento Singolare - Doppio | Tier II     | Gigi Fernández Jana Novotná 6–3, 4–6, 6–4               | Mercedes Paz Gabriela Sabatini  | Zina Garrison Mary Joe Fernández           | Kathy Rinaldi Katerina Maleeva Stephanie Rehe Amy Frazier         |
| 20 agosto             | Schenectady Open 1990 Schenectady, New York, USA Cemento Singolare - Doppio         | Tier V      | Anke Huber 6–1, 5–7, 6–4                                | Marianne Werdel                 | Wiltrud Probst Mercedes Paz                | Sylvia Hanika Alexia Dechaume Elna Reinach Raffaella Reggi        |
| 20 agosto             | Schenectady Open 1990 Schenectady, New York, USA Cemento Singolare - Doppio         | Tier V      | Alysia May Nana Miyagi 6–4, 5–7, 6–3                    | Linda Ferrando Wiltrud Probst   | Wiltrud Probst Mercedes Paz                | Sylvia Hanika Alexia Dechaume Elna Reinach Raffaella Reggi        |
| 27 agosto 2 settimane | US Open 1990 Flushing Meadows, New York, USA Cemento Singolare - Doppio - Misto     | Grande Slam | Gabriela Sabatini 6–2, 7–6(4)                           | Steffi Graf                     | Arantxa Sánchez Vicario Mary Joe Fernández | Jana Novotná Zina Garrison Leila Meskhi Manuela Maleeva-Fragniere |
| 27 agosto 2 settimane | US Open 1990 Flushing Meadows, New York, USA Cemento Singolare - Doppio - Misto     | Grande Slam | Gigi Fernández Martina Navrátilová 6–2, 6–4             | Jana Novotná Helena Suková      | Arantxa Sánchez Vicario Mary Joe Fernández | Jana Novotná Zina Garrison Leila Meskhi Manuela Maleeva-Fragniere |
| 27 agosto 2 settimane | US Open 1990 Flushing Meadows, New York, USA Cemento Singolare - Doppio - Misto     | Grande Slam | Doppio misto: Elizabeth Smylie Todd Woodbridge 6–4, 6–2 | Nataša Zvereva Jim Pugh         | Arantxa Sánchez Vicario Mary Joe Fernández | Jana Novotná Zina Garrison Leila Meskhi Manuela Maleeva-Fragniere |

### Settembre
| Settimana    | Torneo                                                                               | Categoria        | Vincitrici                                      | Finaliste                          | Semifinaliste                                            | Eliminate ai quarti |
| ------------ | ------------------------------------------------------------------------------------ | ---------------- | ----------------------------------------------- | ---------------------------------- | -------------------------------------------------------- | --- |
| 10 settembre | Athens Trophy 1990 Atene, Grecia Cemento Singolare - Doppio                          | Tier V           | Cecilia Dahlman 7–5, 7–5                        | Katia Piccolini                    | Federica Bonsignori Mary Pierce                          | Sabine Hack Emanuela Zardo Samantha Smith Petra Thorén                                                                           |
| 10 settembre | Athens Trophy 1990 Atene, Grecia Cemento Singolare - Doppio                          | Tier V           | Laura Garrone Karin Kschwendt 6–0, 1–6, 7–6     | Leona Laskova Jana Pospíšilová     | Federica Bonsignori Mary Pierce                          | Sabine Hack Emanuela Zardo Samantha Smith Petra Thorén                                                                           |
| 10 settembre | WTA Austrian Open 1990 Kitzbühel, Austria Singolare - Doppio                         | Tier IV          | Claudia Kohde Kilsch 7–6, 6–4                   | Rachel McQuillan                   | Judith Wiesner Sandra Cecchini                           | Petra Langrová Veronika Martinek Cathy Caverzasio Iva Budařová                                                                   |
| 10 settembre | WTA Austrian Open 1990 Kitzbühel, Austria Singolare - Doppio                         | Tier IV          | Petra Langrová Radka Zrubáková 6–0, 6–4         | Sandra Cecchini Patricia Tarabini  | Judith Wiesner Sandra Cecchini                           | Petra Langrová Veronika Martinek Cathy Caverzasio Iva Budařová                                                                   |
| 12 settembre | World Doubles Championships 1990 Orlando, USA 175 000 $ - Sintetico (i) - 16D Doppio | Torneo fine anno | Larisa Neiland Nataša Zvereva 6–4, 6–1          | Manon Bollegraf Meredith McGrath   | Gigi Fernández / Robin White Katrina Adams / Lori McNeil | Elise Burgin / Rosalyn Fairbank Kathy Jordan / Elizabeth Smylie Patty Fendick / Betsy Nagelsen Mary Lou Daniels / W White-Prausa |
| 17 settembre | Clarins Open 1990 Parigi, Francia Terra rossa Singolare - Doppio                     | Tier IV          | Conchita Martínez 7–5, 6–3                      | Patricia Tarabini                  | Julie Halard Sandra Cecchini                             | Rachel McQuillan Debbie Graham Petra Langrová Regina Rajchrtová                                                                  |
| 17 settembre | Clarins Open 1990 Parigi, Francia Terra rossa Singolare - Doppio                     | Tier IV          | Kristin Godridge Kirrily Sharpe 4–6, 6–3, 6–1   | Alexia Dechaume Nathalie Herreman  | Julie Halard Sandra Cecchini                             | Rachel McQuillan Debbie Graham Petra Langrová Regina Rajchrtová                                                                  |
| 24 settembre | Sparkassen Cup 1990 Lipsia, Germania Sintetico indoor Singolare - Doppio             | Tier III         | Steffi Graf 6–1, 6–1                            | Arantxa Sánchez Vicario            | Conchita Martínez Barbara Paulus                         | Manon Bollegraf Claudia Kohde Kilsch Judith Wiesner Andrea Strnadová                                                             |
| 24 settembre | Sparkassen Cup 1990 Lipsia, Germania Sintetico indoor Singolare - Doppio             | Tier III         | Gretchen Magers Lise Gregory 4–6, 6–3, 6–1      | Manon Bollegraf Jo Durie           | Conchita Martínez Barbara Paulus                         | Manon Bollegraf Claudia Kohde Kilsch Judith Wiesner Andrea Strnadová                                                             |
| 24 settembre | Nichirei International Open 1990 Tokyo, Giappone Sintetico indoor Singolare - Doppio | Tier II          | Mary Joe Fernández 3–6, 6–2, 6–3                | Amy Frazier                        | Manuela Maleeva-Fragniere Katerina Maleeva               | Martina Navrátilová Helena Suková Jennifer Capriati Monica Seles                                                                 |
| 24 settembre | Nichirei International Open 1990 Tokyo, Giappone Sintetico indoor Singolare - Doppio | Tier II          | Mary Joe Fernández Robin White 4–6, 6–3, 7–6(4) | Gigi Fernández Martina Navrátilová | Manuela Maleeva-Fragniere Katerina Maleeva               | Martina Navrátilová Helena Suková Jennifer Capriati Monica Seles                                                                 |
| 24 settembre | WTA Bayonne 1990 Bayonne, Francia Cemento Singolare - Doppio                         | Tier IV          | Nathalie Tauziat 6–3, 7–6                       | Anke Huber                         | Catherine Tanvier Noëlle van Lottum                      | Zina Garrison Pascale Paradis Maider Laval Cecilia Dahlman                                                                       |
| 24 settembre | WTA Bayonne 1990 Bayonne, Francia Cemento Singolare - Doppio                         | Tier IV          | Louise Field Catherine Tanvier 7–6, 6–7, 7–6    | Jo-Anne Faull Rachel McQuillan     | Catherine Tanvier Noëlle van Lottum                      | Zina Garrison Pascale Paradis Maider Laval Cecilia Dahlman                                                                       |

### Ottobre
| Settimana  | Torneo                                                                                    | Categoria | Vincitrici                                    | Finaliste                            | Semifinaliste                          | Eliminate ai quarti                                                  |
| ---------- | ----------------------------------------------------------------------------------------- | --------- | --------------------------------------------- | ------------------------------------ | -------------------------------------- | -------------------------------------------------------------------- |
| 1º ottobre | Moscow Ladies Open 1990 Mosca, Russia Sintetico (indoor) Singolare - Doppio               | Tier V    | Leila Meskhi 6–4, 6–4                         | Elena Brjuchovec                     | Anne Minter Gretchen Magers            | Karina Habšudová Kristin Godridge Rachel McQuillan Beate Reinstadler |
| 1º ottobre | Moscow Ladies Open 1990 Mosca, Russia Sintetico (indoor) Singolare - Doppio               | Tier V    | Gretchen Magers Robin White 6–2, 6–4          | Elena Brjuchovec Svetlana Černeva    | Anne Minter Gretchen Magers            | Karina Habšudová Kristin Godridge Rachel McQuillan Beate Reinstadler |
| 8 ottobre  | Open di Zurigo 1990 Zurigo, Svizzera Cemento Singolare - Doppio                           | Tier II   | Steffi Graf 6–3, 6–2                          | Gabriela Sabatini                    | Manuela Maleeva-Fragniere Jana Novotná | Nathalie Tauziat Brenda Schultz Wiltrud Probst Helena Suková         |
| 8 ottobre  | Open di Zurigo 1990 Zurigo, Svizzera Cemento Singolare - Doppio                           | Tier II   | Manon Bollegraf Eva Pfaff 7–5, 6–4            | Catherine Suire Dianne van Rensburg  | Manuela Maleeva-Fragniere Jana Novotná | Nathalie Tauziat Brenda Schultz Wiltrud Probst Helena Suková         |
| 15 ottobre | Virginia Slims of Arizona 1990 Scottsdale, USA Cemento Singolare - Doppio                 | Tier IV   | Conchita Martínez 7–5, 6–1                    | Marianne Werdel                      | Monique Javer Amy Frazier              | Amanda Coetzer Erika de Lone Susan Sloane Stephanie Rottier          |
| 15 ottobre | Virginia Slims of Arizona 1990 Scottsdale, USA Cemento Singolare - Doppio                 | Tier IV   | Elise Burgin Helen Kelesi 6–4, 6–2            | Sandy Collins Ronni Reis             | Monique Javer Amy Frazier              | Amanda Coetzer Erika de Lone Susan Sloane Stephanie Rottier          |
| 15 ottobre | Porsche Tennis Grand Prix 1990 Filderstadt, Germania Sintetico indoor Singolare - Doppio  | Tier II   | Mary Joe Fernández 6–1, 6–3                   | Barbara Paulus                       | Gabriela Sabatini Katerina Maleeva     | Helena Suková Zina Garrison Jana Novotná Sabine Appelmans            |
| 15 ottobre | Porsche Tennis Grand Prix 1990 Filderstadt, Germania Sintetico indoor Singolare - Doppio  | Tier II   | Mary Joe Fernández Zina Garrison 7–5, 6–3     | Mercedes Paz Arantxa Sánchez Vicario | Gabriela Sabatini Katerina Maleeva     | Helena Suková Zina Garrison Jana Novotná Sabine Appelmans            |
| 22 ottobre | Brighton International 1990 Brighton, Gran Bretagna Sintetico (indoor) Singolare - Doppio | Tier II   | Steffi Graf 7–5, 6–3                          | Helena Suková                        | Catarina Lindqvist Katerina Maleeva    | Nathalie Tauziat Cathy Caverzasio Sara Gomer Sandra Cecchini         |
| 22 ottobre | Brighton International 1990 Brighton, Gran Bretagna Sintetico (indoor) Singolare - Doppio | Tier II   | Helena Suková Nathalie Tauziat 6–1, 6–4       | Jo Durie Nataša Zvereva              | Catarina Lindqvist Katerina Maleeva    | Nathalie Tauziat Cathy Caverzasio Sara Gomer Sandra Cecchini         |
| 22 ottobre | Puerto Rico Open 1990 Dorado, Porto Rico Cemento Singolare - Doppio                       | Tier IV   | Jennifer Capriati 5–7, 6–4, 6–2               | Zina Garrison                        | Carrie Cunningham Gigi Fernández       | Ann Grossman Florencia Labat Audra Keller Maria Strandlund           |
| 22 ottobre | Puerto Rico Open 1990 Dorado, Porto Rico Cemento Singolare - Doppio                       | Tier IV   | Elena Brjuchovec Natalija Medvedjeva 6–4, 6–2 | Amy Frazier Julie Richardson         | Carrie Cunningham Gigi Fernández       | Ann Grossman Florencia Labat Audra Keller Maria Strandlund           |
| 29 ottobre | Bank of the West Classic 1990 Oakland, USA Sintetico indoor Singolare - Doppio            | Tier II   | Monica Seles 6–3, 7–6(5)                      | Martina Navrátilová                  | Meredith McGrath Zina Garrison         | Radka Zrubáková Rosalyn Fairbank Marianne Werdel Stephanie Rehe      |
| 29 ottobre | Bank of the West Classic 1990 Oakland, USA Sintetico indoor Singolare - Doppio            | Tier II   | Meredith McGrath Anne Smith 2–6, 6–0, 6–4     | Rosalyn Fairbank Robin White         | Meredith McGrath Zina Garrison         | Radka Zrubáková Rosalyn Fairbank Marianne Werdel Stephanie Rehe      |
| 29 ottobre | Virginia Slims of Nashville 1990 Brentwood, USA Cemento indoor Singolare - Doppio         | Tier IV   | Natalija Medvedjeva 6–3, 7–6(3)               | Susan Sloane                         | Elena Brjuchovec Elna Reinach          | Cecilia Dahlman Tami Whitlinger Raffaella Reggi Linda Wild           |
| 29 ottobre | Virginia Slims of Nashville 1990 Brentwood, USA Cemento indoor Singolare - Doppio         | Tier IV   | Kathy Jordan Larisa Neiland 6–1, 6–2          | Brenda Schultz Caroline Vis          | Elena Brjuchovec Elna Reinach          | Cecilia Dahlman Tami Whitlinger Raffaella Reggi Linda Wild           |

### Novembre
| Settimana   | Torneo                                                                                  | Categoria | Vincitrici                                 | Finaliste                            | Semifinaliste                                | Eliminate ai quarti                                                                  |
| ----------- | --------------------------------------------------------------------------------------- | --------- | ------------------------------------------ | ------------------------------------ | -------------------------------------------- | ------------------------------------------------------------------------------------ |
| 5 novembre  | Virginia Slims of Indianapolis 1990 Indianapolis, USA Cemento indoor Singolare - Doppio | Tier IV   | Conchita Martínez 6–4, 6–2                 | Leila Meskhi                         | Katerina Maleeva Natalija Medvedjeva         | Susan Sloane Raffaella Reggi Meredith McGrath Nicole Bradtke                         |
| 5 novembre  | Virginia Slims of Indianapolis 1990 Indianapolis, USA Cemento indoor Singolare - Doppio | Tier IV   | Patty Fendick Meredith McGrath 6–1, 6–1    | Katrina Adams Jill Hetherington      | Katerina Maleeva Natalija Medvedjeva         | Susan Sloane Raffaella Reggi Meredith McGrath Nicole Bradtke                         |
| 5 novembre  | Virginia Slims of New England 1990 Worcester, USA Sintetico indoor Singolare - Doppio   | Tier II   | Steffi Graf 7–6, 6–3                       | Gabriela Sabatini                    | Manuela Maleeva-Fragniere Mary Joe Fernández | Nataša Zvereva Mercedes Paz Helena Suková Amy Frazier                                |
| 5 novembre  | Virginia Slims of New England 1990 Worcester, USA Sintetico indoor Singolare - Doppio   | Tier II   | Gigi Fernández Helena Suková 3–6, 6–3, 6–3 | Mary Joe Fernández Jana Novotná      | Manuela Maleeva-Fragniere Mary Joe Fernández | Nataša Zvereva Mercedes Paz Helena Suková Amy Frazier                                |
| 12 novembre | WTA Tour Championships 1990 New York, USA Sintetico indoor Singolare - Doppio           | Masters   | Monica Seles 6–4, 5–7, 3–6, 6–4, 6–2       | Gabriela Sabatini                    | Steffi Graf Mary Joe Fernández               | Katerina Maleeva Conchita Martínez Manuela Maleeva-Fragniere Arantxa Sánchez Vicario |
| 12 novembre | WTA Tour Championships 1990 New York, USA Sintetico indoor Singolare - Doppio           | Masters   | Kathy Jordan Elizabeth Smylie 7–6(4), 6–4  | Mercedes Paz Arantxa Sánchez Vicario | Steffi Graf Mary Joe Fernández               | Katerina Maleeva Conchita Martínez Manuela Maleeva-Fragniere Arantxa Sánchez Vicario |
| 26 novembre | Brasil Open 1990 San Paolo, Brasile Cemento Singolare - Doppio                          | Tier V    | Veronika Martinek 6–2, 6–4                 | Donna Faber                          | Luciana Corsato Florencia Labat              | Eva Švíglerová Catherine Mothes Cristina Tessi Samantha Smith                        |
| 26 novembre | Brasil Open 1990 San Paolo, Brasile Cemento Singolare - Doppio                          | Tier V    | Bettina Fulco Eva Švíglerová 7–5, 6–4      | Mary Pierce Luanne Spadea            | Luciana Corsato Florencia Labat              | Eva Švíglerová Catherine Mothes Cristina Tessi Samantha Smith                        |

### Dicembre
Nessun evento

## Ranking a fine anno
Nelle due tabelle sono presenti le prime dieci tenniste di entrambe le specialità a fine stagione.

### Singolare
| #   | Giocatrice              | Punti    | Rank. 1989 | /       |
| 1.  | Steffi Graf             | 278.1021 | 1          | Stabile |
| 2.  | Monica Seles            | 203.7537 | 6          | 4       |
| 3.  | Martina Navrátilová     | 199.4231 | 2          | 1       |
| 4.  | Mary Joe Fernández      | 147.0286 | 12         | 8       |
| 5.  | Gabriela Sabatini       | 137.0174 | 3          | 2       |
| 6.  | Katerina Maleeva        | 115.8375 | 15         | 9       |
| 7.  | Arantxa Sánchez Vicario | 112.6067 | 5          | 2       |
| 8.  | Jennifer Capriati       | 103.4132 | N/A        | -       |
| 9.  | Manuela Maleeva         | 103.1532 | 9          | Stabile |
| 10. | Zina Garrison           | 100.5247 | 4          | 6       |

### Doppio
| #   | Giocatrice              | Punti    | Rank. 1989 | /  |
| 1.  | Helena Suková           | 413.6944 | 2          | 1  |
| 2.  | Jana Novotná            | 387.3147 | 5          | 3  |
| 3.  | Gigi Fernández          | 335.6825 | 7          | 4  |
| 4.  | Martina Navrátilová     | 309.4167 | 1          | 3  |
| 5.  | Natasha Zvereva         | 243.7574 | 6          | 1  |
| 6.  | Mary Joe Fernández      | 237.4000 | 8          | 2  |
| 7.  | Larisa Savchenko        | 231.9031 | 3          | 4  |
| 8.  | Arantxa Sánchez Vicario | 222.8333 | 49         | 31 |
| 9.  | Kathy Jordan            | 219.1909 | 65         | 56 |
| 10. | Elizabeth Smylie        | 218.0220 | 14         | 4  |